# 兵衛佐局
兵衛佐局（ひょうえのすけのつぼね、生没年未詳）は、平安時代末期の女性。法印・信縁の娘。源行宗（源基平の子、大僧正・行尊の兄）の養女。曽祖父は藤原経季。崇徳天皇の寵妃となり、重仁親王を産んだ。

## 生涯
父・信縁は白河法皇の御願寺である法勝寺の執行だったが、保延4年（1138年）に死去した。兵衛佐局が内裏に出仕したのは、父の喪が明けた保延5年（1139年）頃と見られる。女房名は養父・行宗のかつての官職である右兵衛権佐に因んで付けられた。
保延5年（1139年）5月18日、鳥羽上皇の寵妃・藤原得子（美福門院）が体仁親王（後の近衛天皇）を産むと、体仁は直ちに崇徳天皇と中宮・藤原聖子（皇嘉門院）の養子とされた。子のいなかった聖子は体仁の養育に熱心だったが、この頃から崇徳天皇の寵愛は女房として身近に仕える兵衛佐局に移っていった。保延6年（1140年）9月2日、兵衛佐局が崇徳天皇の第一皇子（重仁親王）を産むと、聖子とその父である関白・藤原忠通は不快感を抱いたという。鳥羽上皇は重仁を美福門院の養子に迎え、平忠盛の妻・藤原宗子（池禅尼）が乳母に選ばれた。
永治元年（1141年）12月7日、崇徳天皇は体仁親王に譲位して三条西洞院第に移る。聖子は近衛天皇の養育のため内裏に残り、崇徳上皇と同居している兵衛佐局が事実上の正妻とみなされるようになった。重仁親王の後見役となった忠盛は、久安年間に六波羅に池殿を造営した際、崇徳院女房を招いて歓待した。兵衛佐局は忠盛の心遣いに感謝して「音羽川 塞き入れぬ宿の 池水も 人の心は 見えけるものを」（『続詞花和歌集』）と歌を妻戸に書き付けた。崇徳上皇と兵衛佐局にとって、忠盛は最も頼りにできる人物だった。
久寿2年（1155年）7月23日、病弱だった近衛天皇が17歳で崩御し、後継天皇を決める王者議定が開かれる。候補としては重仁親王が最有力だったが、美福門院のもう一人の養子である守仁親王（後の二条天皇）が即位するまでの中継ぎとして、その父の雅仁親王が立太子しないまま29歳で即位することになった（後白河天皇）。背景には崇徳上皇の院政によって自身が掣肘されることを危惧する美福門院、雅仁の乳母の夫で権力の掌握を目指す信西の策謀に加えて、重仁と兵衛佐局に対する藤原忠通の敵視も要因の一つとして考えられる。これにより崇徳上皇の院政の望みは断たれた。
翌年の保元の乱で崇徳上皇方は敗北し、7月23日、崇徳上皇は武士数十人が囲んだ網代車に乗せられ、鳥羽から船で讃岐国へ下った。兵衛佐局は崇徳上皇に付き添って讃岐に赴き、配流生活を共に過ごした。『山家集』には西行が親友の寂然に託して崇徳上皇に送った歌と、それに対する女房からの返歌が収められているが、この女房は兵衛佐局と思われる。
崇徳上皇は二度と京の地を踏むことはなく長寛2年（1164年）8月26日、46歳で崩御した。
崇徳上皇が崩御すると兵衛佐局は都に戻った。重仁親王もすでに亡く、知人からの見舞いに対して兵衛佐局は「君なくて かへる浪路に しをれこし 袖の雫を 思ひやらなむ（院が亡くなって帰る船路で、潮と涙で濡れた袖を思いやってほしい）」（『玉葉和歌集』）と歌を詠んで悲嘆の感情を吐露している。その後は出家して山科の勧修寺に移り住み、崇徳の菩提を弔う日々を送った。仁和寺の覚性法親王（崇徳上皇の同母弟）が身辺について気を配っていたという。
その後の兵衛佐局は半ば忘れ去られた存在だったが、安元3年（1177年）以降、都で変事や動乱が続発すると、朝廷では保元の乱の怨霊による祟りと恐怖して様々な鎮魂策が行われるようになり、後白河法皇は神祠（崇徳院廟）の建立を命じる院宣を下した。院庁から神祠の御神体について問い合わせを受けた兵衛佐局は、崇徳上皇が年来御持仏としてきた普賢菩薩像と御遺愛の鏡が手元にあり、御愛用の木枕で彫った仏像もあると答えた。左大臣・大炊御門経宗と右大臣・九条兼実の間で意見の交換がされ、遺品の鏡が御神体として納められたという。
元暦2年（1185年）5月1日、源頼朝は兵衛佐局に「昨年、崇徳院の法華堂に備前国福岡荘を寄進したが、問題が発生したので備中国妹尾荘を代わりに寄進したい」という内容の書状を送ったが、これが兵衛佐局の消息を知る最後の記録となった。没年は不明である。
勅撰歌人として『玉葉和歌集』に2首が採録されている。角田文衛は『吾妻鏡』が兵衛佐局を「武衛の親類」と書いていることから、兵衛佐局の母は頼朝の母と同じ熱田大宮司家の出身ではないかと推測している。